# Weld River (Huon River)
Der Weld River ist ein Fluss im Süden des australischen Bundesstaates Tasmanien.

## Geografie

### Flusslauf
Der etwas mehr als 53 Kilometer lange Weld River entspringt an den Südwesthängen des Mount Mueller im Nordosten des Southwest-Nationalparks. Von dort fließt er nach Südosten und mündet in den Arve Plains, östlich des Nationalparks, in den Huon River.

### Nebenflüsse mit Mündungshöhen
Der Weld River hat folgende Nebenflüsse:
- Cotcase Creek – 366 m
- Snake River – 197 m
- Sandy Creek – 172 m
- Barnback Creek – 79 m